# World Beyond
World Beyond es el decimóctavo álbum del dúo británico de synthpop Erasure, que será editado el 9 de marzo de 2018. El álbum surgió de una idea de Vince Clarke quien pensó que el álbum podía ser interpretado por una orquesta. Para ello convocaron a la banda The Echo Collective. El álbum fue producido por Echo Collective y mezclado por Gareth Jones.
"World Beyond" alcanzó el puesto número 47 en el ranking británico. Mientras que en los Estados Unidos, alcanzó el primer puesto tanto en el ranking "Billboard Classical Albums Chart" y el "Classical Crossover Albums Chart", ambos vinculados con la música clásica.

## Lista de temas
Edición en CD, Disco de vinilo, Casete e Internet
| World Be Gone |                                 |          |  |
| N.º           | Título                          | Duración |  |
| 1.            | «Oh What A World»               | 4:29     |  |
| 2.            | «Be Careful What You Wish For!» | 3:27     |  |
| 3.            | «World Be Gone»                 | 4:00     |  |
| 4.            | «A Bitter Parting»              | 3:09     |  |
| 5.            | «Still It's Not Over»           | 4:01     |  |
| 6.            | «Take Me Out of Myself»         | 4:55     |  |
| 7.            | «Sweet Summer Loving»           | 3:55     |  |
| 8.            | «Love You to the Sky»           | 4:25     |  |
| 9.            | «Lousy Sum of Nothing»          | 4:11     |  |
| 10.           | «Just A Little Love»            | 3:35     |  |

## Créditos
Todos los temas fueron escritos por Andy Bell y Vince Clarke

- Voz: Andy Bell
- Violín y arpa: Margaret Hermant
- Viola: Neil Leiter
- Chelo: Thomas Engelen
- Bajo: Jaroslaw  Hroz
- Piano: Gary de Cart
- Vibráfono y glockenspiel: Antoine Dandoy.
- Producido por Echo Collective.
- Mezclado por Gareth Jones.
- Arreglado por los miembros de Echo Collective Gary De Cart, Margaret Hermant y Neil Leiter.
- Grabado en Jet Studios, Bruselas, Bélgica.
- Pinturas y diseño por Louise Hendy en Blue Ink Creative.

## Datos adicionales
Como adelantos del álbum se presentaron los videos de Still It's Not Over, Oh What A World y Just A Little Love.